# لذت النسا
لذت النساء ترجمه‌ای است به زبان فارسی  از کتاب هندی معروف با نام "کام شاستر" یا "کوک شاستر" یا "کوک ساترا ".کتاب به سکس و عشق ورزی پرداخته و با ادبیاتی شهوانی و پورنوگرافی به هوس‌افزایی کمک می‌کند. همچنین درباره زنان و اشکال مجامعت و  ادویه‌ها و معجونات موافق قوۀ باه سخن به میان می‌آورد . کام شاستر به زبان‌های مختلف دنیا از جمله فارسی ترجمه شده، ضیاء الدین نخشبی از جمله کسانی که این کتاب را  در سال 751قمری به فارسی ترجمه کرده و نام آنرا لذت النساء گذاشته. همچنین ترجمه دیگری هم از این کتاب موجود است که به همین عنوان شهرت دارد. این ترجمه در سال ۱۸۵۰ میلادی، توسط «محمد عبداللطیف موزدار مهدون» به زبان اردو و فارسی به صورت دستی تصویرپردازی و کتابت شده‌است.

## تاریخچه تألیف کتاب کام شاستر
نسخه اصلی در زمان سلطان عبدالله قطب شاه منتشر شد. در قرن پانزدهم، دربار بیدار از کارهای اروتیکی مانند تذکره‌الشهوت (فهرست داروهای ضد تبخال) و سرینگارا مانجاری (مطالب شهوانی) حمایت کرد. لذت النسا یکی از معدود آثار اروتیک باقی مانده از آن دوره است. کتاب دیگری نیز وجود دارد که با استفاده از همان مطالب برای یک ویریر کوکاپوندات نوشته شده و از پارسی به روسی ترجمه شده‌است. در واقع این کتاب خود گرایش جنسی پورنوگرافی یا صریح ندارد. این مجموعه دستورالعمل‌هایی را ارائه می‌دهد که چگونه می‌توان زنان را از جنبه جنسی طبقه‌بندی کرد، از لباس آنها شروع می‌کند و به برخی از قسمت‌های بدن آن‌ها ختم می‌شود. اخیراً این کتاب به زبان ایتالیایی با نظرات تاریخ‌شناسانه‌ای در پیوست، در دسترس قرار گرفته‌است.
نسخه ای از واپسین نسخه‌های اصلی آن آخرین بار در موزه ایالتی در باغ‌های عمومی حیدرآباد دیده شده.

## داستان کتاب کام شاستر
موضوع اصلی داستان مردی به نام هاریچند است که به دستور یک پادشاه راهی سفر می‌شود تا برای لذت‌های پادشاه هدایای عجیب و غریب و زنان زیبا جمع کند. این نسخه راهنمایی در مورد روش‌های مختلف جنسی ارائه می‌کند. این بخش دارای مطالبی دربارهٔ نحوه تحریک زن و مشاهدات بر اساس اندازه واژن زنان است و همچنین یک لیست مختصر دربارهٔ طول آلت مردانه دارد.
این کتاب دارای دوبیتی‌های مربوط به ماهیت مردان و ویژگی‌های زنان و مردان است. در حدود ۳۰ دوبیتی به توصیف «پادمینی» پرداخته که زنی با عالی‌ترین کیفیت در میان چهار نوع زن توصیف شده در کتاب است.
در این فصل سه نوع زن دیگر وجود دارد - چتانی، سانخینی و هاستینی. سپس دوبیتی‌های جداگانه در مورد روش‌های مختلف وجود دارد که باید با هر یک از چهار نوع زن انتخاب شود. همچنین علاوه بر آن موارد احتیاطی که باید در دوران بارداری رعایت شود نیز آمده‌است.

## ترجمه ضیاء الدین نخشبی
ضیاء الدین نخشبی، گویا به دستور حاکم وقت کتاب کام شاستر را به فارسی ترجمه کرده و درباره ترجمه خود می‌نویسد: 
در خجالت نماند بترجمه این کتاب مشغول شدم و از هندی بپارسی ساخته بزیور فواید ترتیب داده و از حجره ظلمانی در صفحه نورانی جلوه کرده شده. و لذة النساء نام نهاده شد تا طالبان این علم یقین بغایت محضوض کردند و لطایف این کتاب دریابند ازان حظی وافر و بهره کامل یابند.
و در ادامه هدف خود را از ترجمه این کتاب چنین بیان می‌کند:
و غلبه شهوة او را در فساد ناندازد و فساد و ضد عبادتست و سبب تلف مال بود. الفت کردن و عشرت ورزیدن با زنان امر کلی باشد و این کتاب برای مباشرت و جماع ساخته‌ام و شرایط و لوازم بازدهد. تا هر کرا از لوازم و شرایط این کتاب با وی هر آینه او را در درین عالم از این علم کمال قوتی حاصل آید.

## آغاز کتاب لذت النساء
الحمد رب العالمین و العاقبة للمتقین و الصلوة السلام علی رسولنا محمد و آله و اصحابه اجمعین. بدانکه این نامه برای پادشاه ساخته بود که در نیکنامی و شجاعت و سخاوت در اطراف و اکناف عالم منتشر کشته بود و در سخاوت مثل حاتم طایی شده و در کامرانی و جهانبانی مثل کی و کسری بود. راجه‌هوج نام وهزار و هفصد حرم داشت هر یکی از دختران تاجداران که از برای آبروی خود از اقالیم فرستاده بودند. پادشاه شب و روز با ایشان در خلوت بودی پادشاه فرمود تا ازان هنرها و ادویه‌ها که داری یادکاری بنویس پس کوکاپندت فرموده پادشاه را اجابت کرد و بتألیف این کتاب مشغول شد و باتمام رسانید بزبان هندی کاک ساستر نام نهاد.

## باب‌های کتاب لذت النساء
کتاب به سیزده باب تقسیم شده است و تقسیم بابها در نسخ مختلف  اندکی اختلاف دارد. 
1_باب اول: در معرفت زنان که بر چهارگونه اند پدمینی، چترنی، هستینی و سنکینی
2_باب دوم: در دانستن مباشرت چهارگونه زنان
3_باب سوم: در معرفت کیفیت زنان شناختن خاصیت ایشان
4_باب چهارم: اندر منافع جماع و اوقات ستوده بجهت جماع
5_باب پنجم: در دانستن و خوش کردن عورت نزدیک شوق انزال باشد
6_باب ششم: در دانستن چند عورت‌ها که به ایشان مجامعت نباید کرد
7_باب هفتم: در دانستن چند عورت‌های نیک خصال که ایشان را بخواهد
8_باب هشتم: در دانستن آلت و علامت‌های ایشان
9_باب نهم: در آوردن عورت را نزد خود
10_باب دهم: در بیان شناخت آلت مرد
11_باب یازدهم: در دانستن عورتان اقالیم
12_باب دوازدهم: اندر بیان اشکال مجامعت کردن
13_باب سیزدهم: در ادویه‌های متفرقه

## نمونه متن کتاب لذت النساء
نکات بسیار آموزنده‌ای در خصوص آموزش مسائل جنسی می‌توان از دل این کتاب استخراج کرد. به طور مثال باب دوازدهم کتاب که به بررسی اشکال مجامعت می‌پردازد در بیان مضرت جماع در حالت ایستاده چنین می‌گوید:
و بدترین اشکال آنست که مرد استاده باشد یا بر پهلو خوابیده باشد ...  و اعتماد برسخن جاهلان نباید کرد که ما استاده مباشرت کردیم زیان نداشت که در وقت شباب اگر بسبب شدت قوت جوانی مضرت ظاهر نگردد، در وقت دیکر مضرت رساند و تدارک وی دشوار شود
تقریبا نیمی از لذت النساء متعلق به باب سیزدهم و آخرین باب این کتاب است. در معرفت ادویه و معجونات موافق قوۀ باه که می‌تواند یک منبع معتبر در علم تغذیه به حساب آید.
غذای دیگر که فربه ساز و در قوت مباشرت بنظر آید مغز بادام شیرین و پسته و جو و فندق و جوز هندی پوست کنده و تخم خشخاش و شقاقل و انجیر خشک سفید از هر یک خردی نرم بکوبند و با ادویه بیامیزند و با شیر تازه بجوشانند و بیاشامند

## اتمام و سال تألیف کتاب لذت النساء
نخشبی در پایان کتاب خود چنین می‌نویسد:
مجامعت که درین رساله و لذت النساء و مفتاح السرور و الغیر مذکور و  مسطور است قوت شهوت بیفزاید و آلت وی در حرکت آید

| هر که خواندو دعا طمع دارم |  | زانکه من بندۀ گنهکارم |

هرچند که سال وفات نخشبی را هفصد و پنجاه و یک دانسته‌اند. همچنین تألیف کتاب بنابر بیتی از نخشبی در سال هفصد و شصت و یک می‌باشد.

| این نسخه چو از کتم عدم گشت پدید |  | در هفصد و شصت و یک باتمام رسید |